# スコットランド聖書協会
スコットランド聖書協会（スコットランドせいしょきょうかい、Scottish Bible Society）は、聖書協会のひとつで聖書の翻訳・出版・配布を行う団体である。1820年代に聖書の外典の扱いをめぐって英国外国聖書協会から分離独立した。清朝の中国で盛んに活動したほか、明治期の日本において聖書翻訳や出版で少なからぬ役割を果たしている。日本では「北英国聖書会社」と称した。英国外国聖書協会やアメリカ聖書協会の日本支社と共に日本聖書協会の前身となっている。